# 首要领导基金会
首要领导基金会（英語：Perdana Leadership Foundation）或称首要领袖基金会，是由马来西亚前首相马哈迪·莫哈末于2003年创立的非营利组织，为保存，研究和传播有关马来西亚历任前首相的政策和计划等相关资料而成立，位于布城第7区。该基金会的主要目标是提高人们对马来西亚知识遗产的认识，因过去的领导层可以为未来的发展提供重要的资源和见解。创办人马哈迪在此也拥有个人办公室。2018年马来西亚大选，马哈迪再度成为首相后，曾短暂在此以首相身份办公（之后搬到首相署），并接见了各国领导人如汶莱苏丹哈桑纳尔·博尔基亚、新加坡总理李显龙。2020年卸任后，他选择回到该基金会个人办公室工作。
首要领导基金会成立于2003年初，该想法由首相马哈迪政治秘书郑文杰提出，并得到政府和私营部门的广泛认同。因此，成立了一个特别信托委员会，其成员主要来自私营部门，并由时任国油公司总裁阿兹占再诺阿比丁（Azizan Zainul Abidin）领导，以实现这一想法。该基金会于2005年5月10日由首相阿都拉·巴达威发起。在此之前，马哈迪于2004年4月29日推出了首要图书馆。

## 目标
首要领导基金会的目标：
- 研究、记录、传播和宣传马来西亚历任前首相的知识遗产。
- 阐明马来西亚历任前首相对国家社会、经济和政治发展的贡献。
- 建立对国家发展进程的认识，并作为未来发展的平台。
- 成为马来西亚历任首相通过的政策、战略和倡议的资源中心，这些政策、战略和倡议可以被用作和改编为其他国家发展的模式。

该基金会更广泛的目标是通过为学者和思想家提供进行研究和思想分享的渠道来促进全球理解。

## 行政
首要领导基金会的名誉主席为马来西亚第四任及第七任首相马哈迪·莫哈末。该基金会还有一个董事会，由阿兹曼哈希姆（Azman Hashim）担任主席，其成员是银行、教育和房地产领域的知名人士。执行董事为聂莫哈末尼克雅科（Nik Mohamed Nik Yaacob），他是森那美有限公司前任CEO。

## 设施、特点
首要领导基金会位于布城8区。这栋大楼配备了图书馆（Perdana Library）、礼堂、会议室、行政办公室和宴会厅等设施。
首要领导基金会大厅挂着多幅画作、马哈迪年轻时的照片等等，厅内的玻璃橱柜也摆放雕像等珍藏，公众平常不可随意入内。

## 事件
一个马来西亚发展有限公司丑闻（1MDB）于2015年爆发后，马哈迪频频对时任首相纳吉·阿都拉萨开炮，并要求后者下台。作为回应，纳吉于2016年6月24日以首要基金基金会成为了“通过违宪手段推翻政府的中心”为理由宣布巫统最高理事会决定政府停止资助该基金会，包括供应职员。在此前已有巫统青年团领袖号召政府停止金援。6月27日，首要领导基金会发表文告否认获得政府金援，并澄清政府只是支付该基金会办公室的租金。
2018年5月14日，再度担任首相的马哈迪在首要领导基金会与政府高级官员召开首次会议。这项会议有关首100日落实10项新政，出席者包括政府首席秘书阿里韩沙、所有部门秘书长及总监。
2018年11月8日，马哈迪在首要领导基金会为知名金钻珠宝商宝光推出印有马哈迪肖像的“希望金钞”主持推介。11月9日，宝光证实，将赠送一面大块版的希望金钞予首要领导基金会。
2022年马来西亚大选，马哈迪在竞选浮罗交怡国会议席惨败（参见：马哈迪·莫哈末参与2022年大选）。他于当晚9时08分抵达首要领导基金会，其神情沉重。
2023年3月8日，首相署（沙砂及特别事务）部长阿米占在国会以书面回答国盟伊斯兰党马兰国会议员依斯迈慕达立的提问时指出，政府并没有向首要领导基金会发放任何拨款。然而他也补充，马哈迪有权在《1980年国会议员（薪酬）法令》（237法令）下继续使用首要领导基金会作为其办公室。